# Targovisjte (dorp)
Targovisjte (Bulgaars: Търговище) is een dorp in het noordwesten van Bulgarije, gelegen in de gemeente Tsjoeprene in oblast Vidin. Het dorp ligt hemelsbreed ongeveer 54 km ten zuidwesten van de regionale hoofdstad Vidin en 105 km ten noordwesten van de nationale hoofdstad Sofia.

## Bevolking
Het dorp Targovisjte had bij de laatste officiële volkstelling van 7 september 2021 een inwoneraantal van 128 personen. Dit waren 14 mensen (-9,9%) minder dan 142 inwoners bij de census van 1 februari 2011. De gemiddelde jaarlijkse groei in die periode komt daarmee uit op -0,97%, hetgeen hoger is dan het landelijk jaarlijks gemiddelde over deze periode (-1,14%). Het aantal inwoners vertoont al vele jaren een dalende trend: in 1934 had het dorp nog een recordaantal van 997 inwoners.
- 1934 997
Koninkrijk Bulgarije
- 1946 964
Volksrepubliek Bulgarije
- 1956 836
Volksrepubliek Bulgarije
- 1965 644
Volksrepubliek Bulgarije
- 1975 515
Volksrepubliek Bulgarije
- 1985 369
Volksrepubliek Bulgarije
- 1992 315
Republiek Bulgarije
- 2001 220
Republiek Bulgarije
- 2011 142
Republiek Bulgarije
- 2021 128
Republiek Bulgarije

- Koninkrijk Bulgarije
- Volksrepubliek Bulgarije
- Republiek Bulgarije

In het dorp wonen grotendeels etnische Bulgaren. In de optionele volkstelling van 2011 identificeerden 122 van de 140 ondervraagden zichzelf als etnische Bulgaren (87,1%). Van de overige ondervraagden noemden 17 zichzelf Roma - oftewel 12,1%, terwijl van één persoon de desbetreffende gegevens ontbraken.
| Etnische samenstelling van de respondenten (2011) | Etnische samenstelling van de respondenten (2011) | Etnische samenstelling van de respondenten (2011) | Etnische samenstelling van de respondenten (2011) | Etnische samenstelling van de respondenten (2011) |
| ------------------------------------------------- | ------------------------------------------------- | ------------------------------------------------- | ------------------------------------------------- | ------------------------------------------------- |
|                                                   |                                                   |                                                   |                                                   |                                                   |
| Bulgaren                                          | Bulgaren                                          |                                                   | 87,1%                                             | 87,1%                                             |
| Turken                                            | Turken                                            |                                                   | 0,0%                                              | 0,0%                                              |
| Roma                                              | Roma                                              |                                                   | 12,1%                                             | 12,1%                                             |
| Anders/Onbekend                                   | Anders/Onbekend                                   |                                                   | 0,8%                                              | 0,8%                                              |